# شرنبک
شرنبک (به آلمانی: Schernebeck) یک منطقهٔ مسکونی در آلمان است که در تانگرهوته واقع شده‌است. شرنبک ۲۴۳ نفر جمعیت دارد.